# ISO 3166-2:CU
ISO 3166-2:CU — стандарт ISO для позначення геокодів, є частиною стандарту ISO 3166-2, використовується для Куби.
Код складається з двох частин. Перша частина — код ISO 3166-1 для Куби (CU), друга — двоцифровий код регіону.
- 01–14: провінції
- 99: особливий муніципалітет

Черговість надання кодів провінціям здійснювалася за географічним принципом — із заходу на схід.

## Коди
Натисніть на кнопку в заголовку для сортування кожної колонки.
| Код   | Назва               | Категорія               |
| ----- | ------------------- | ----------------------- |
| CU-09 | Камагуей            | провінція               |
| CU-08 | Сьєго-де-Авіла      | провінція               |
| CU-06 | Сьєнфуегос          | провінція               |
| CU-03 | Місто Гавана        | провінція               |
| CU-12 | Гранма              | провінція               |
| CU-14 | Гуантанамо          | провінція               |
| CU-11 | Ольгін              | провінція               |
| CU-02 | Гавана              | провінція               |
| CU-10 | Лас-Тунас           | провінція               |
| CU-04 | Матанзас            | провінція               |
| CU-01 | Пінар-дель-Ріо      | провінція               |
| CU-07 | Санкті-Спіритус     | провінція               |
| CU-13 | Сантьяго-де-Куба    | провінція               |
| CU-05 | Вілья-Клара         | провінція               |
| CU-99 | Ісла-де-ла-Хувентуд | особливий муніципалітет |